# Falu domsaga
Falu domsaga  var en domsaga i Kopparbergs län mellan 1858 och 1970. 

## Administrativ historik
Falu domsaga var en domsaga i Kopparbergs län. Den bildades den 26 januari 1858 ur Kopparbergslagen och Näsgårds läns domsaga och upplöstes 1971 i samband med tingsrättsreformen i Sverige. Domsagan överfördes då till Falu tingsrätt.
Domsagan lydde under Svea hovrätt. Vid bildandet löd sex tingslag under domsagan, men detta antal minskades i etapper. När domsagan upphörde 1971 löd således under den bara två tingslag.

### Tingslag
- Falu domsagas norra tingslag; från 1889
- Falu domsagas södra tingslag; från 1889
- Kopparbergs och Aspeboda tingslag; till 1889
- Stora Tuna med Gustafs tingslag; till 1889
- Sundborns tingslag; till 1889
- Svärdsjö tingslag; till 1889
- Torsångs tingslag; till 1889
- Vika tingslag; till 1889

## Häradshövdingar
- 1858–1878 Justus Ludvig Eurén
- 1879–1907 Fabian Vilhelm von Koch
- 1908–1931 Ernst Laurentius Alinder
- 1931–1948 Fredrik Wilhelm Knutsson Killander
- 1948–1968 Nils Ludvig August Falk
- 1968-1970 Carl-Anders Hallenberg